# Hi Fly Malta
Hi Fly Malta es una aerolínea charter de Malta con base en el Aeropuerto Internacional de Malta y una subsidiaria del portugués Hi Fly.

## Historia
Hi Fly Malta comenzó a operar a principios de 2013 con un Airbus A340-600 anteriormente operado por Virgin Atlantic con uno más de segunda mano bajo pedido. La aerolínea también había solicitado un Certificado de Operador Aéreo y planeaba comenzar las operaciones programadas a destinos en América del Norte. Durante 2015, todos los aviones de las aerolíneas se habían almacenado y en mayo de 2015 los A340-600 se vendieron a Al Naser Airlines, una compañía principal de Mahan Air.
Hi Fly Malta se reactivó en septiembre con la reinscripción de un A340-300 de la compañía portuguesa matriz en el registro maltés y se agregó un segundo A340-300 a principios de 2016 que había volado previamente para Sri Lankan Airlines. En 2017 se agregaron varios cuadros antiguos del A340-300 de Emirates.
En el verano de 2018, Hi Fly se convirtió en la primera aerolínea en ordenar aviones Airbus A380 de segunda mano, haciendo un pedido de dos aviones. En otoño de 2017, Hi Fly, en un patrocinio del equipo de yates Turn the Tide on Plastic en la Volvo Ocean Race, pintó uno de sus A330 con una librea similar a la del yate, con el babor con una librea de océanos sucios y el estribor lado una librea de océanos limpios. El 19 de julio de 2018, su recién pintado Airbus A380, registrado como 9H-MIP, llegó al Salón Aeronáutico de Farnborough, llevando la librea de Save the Coral Reefs. El A380 de Hi-Fly vio un breve contrato de arrendamiento de Norwegian Long Haul en agosto de 2018, que operaba la aeronave después de problemas con el motor de su flota Dreamliner. Norwegian alquiló el A380 nuevamente a fines de 2018 para ayudar a lidiar con la acumulación de pasajeros como resultado del incidente del avión no tripulado del aeropuerto de Gatwick.

## Destinos
Hi Fly Malta no tiene destinos programados. Sus aviones operan en una carta y ACMI. Uno de sus aviones debía haber sido reconfigurado para Swiss Space Systems antes de su liquidación, y conservaba una librea negra con el logotipo de Swiss Space Systems en el estabilizador antes de su retiro, mientras que todos los demás marcos no están marcados, excepto para el registro.

## Galería

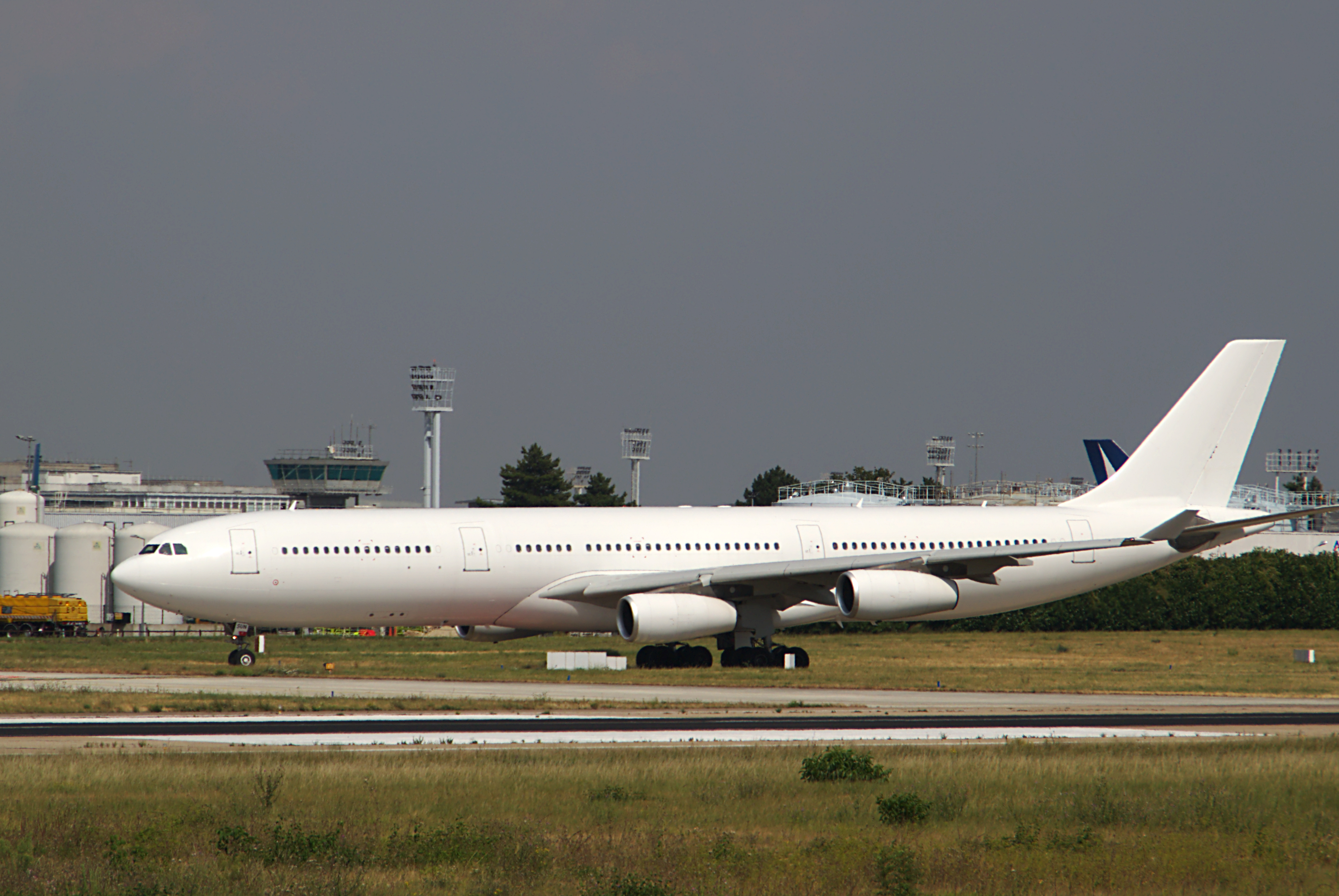
Hi Fly Malta Airbus A340-300
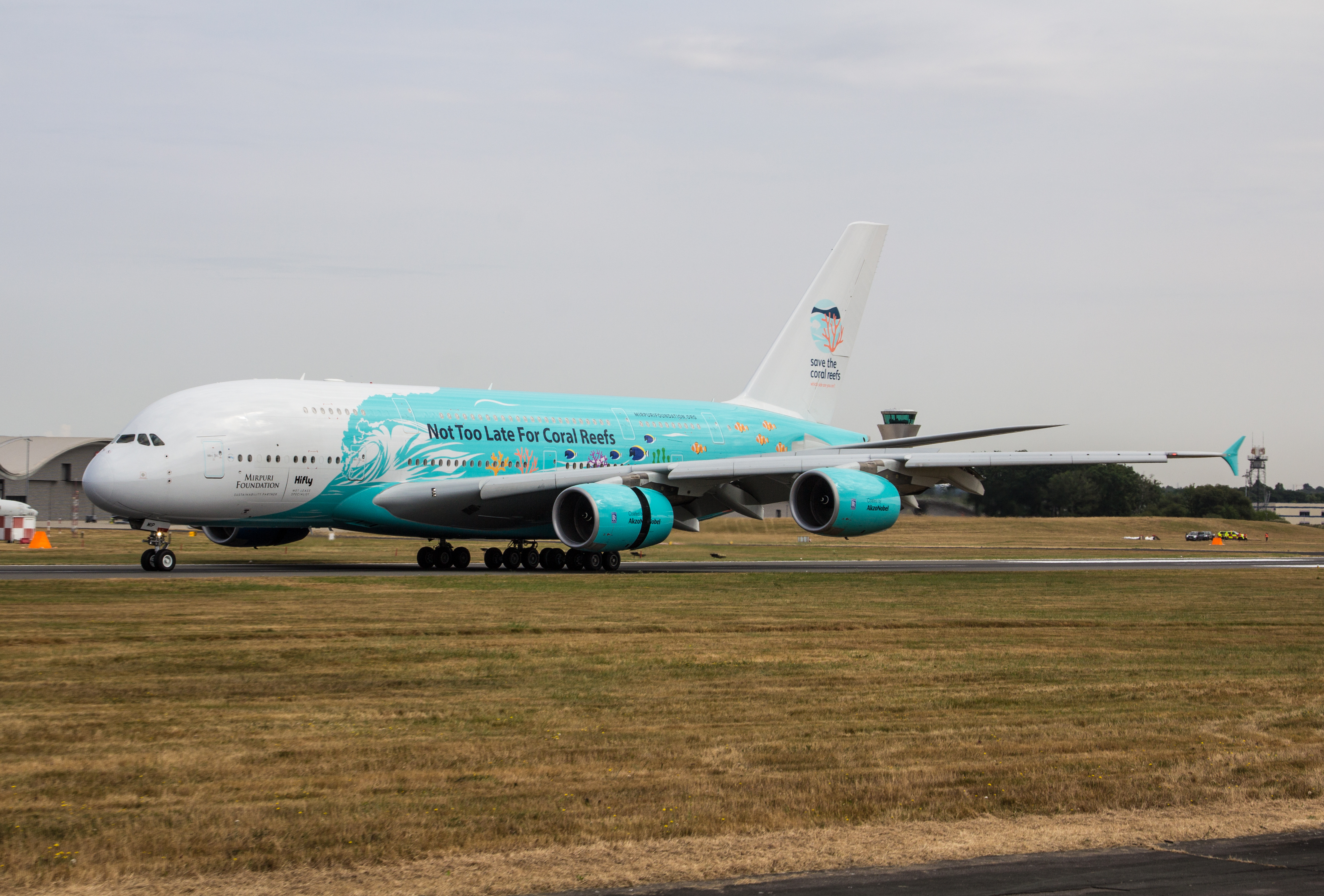
Hi Fly Malta Airbus A380-800 con la librea "Save the Coral Reefs"
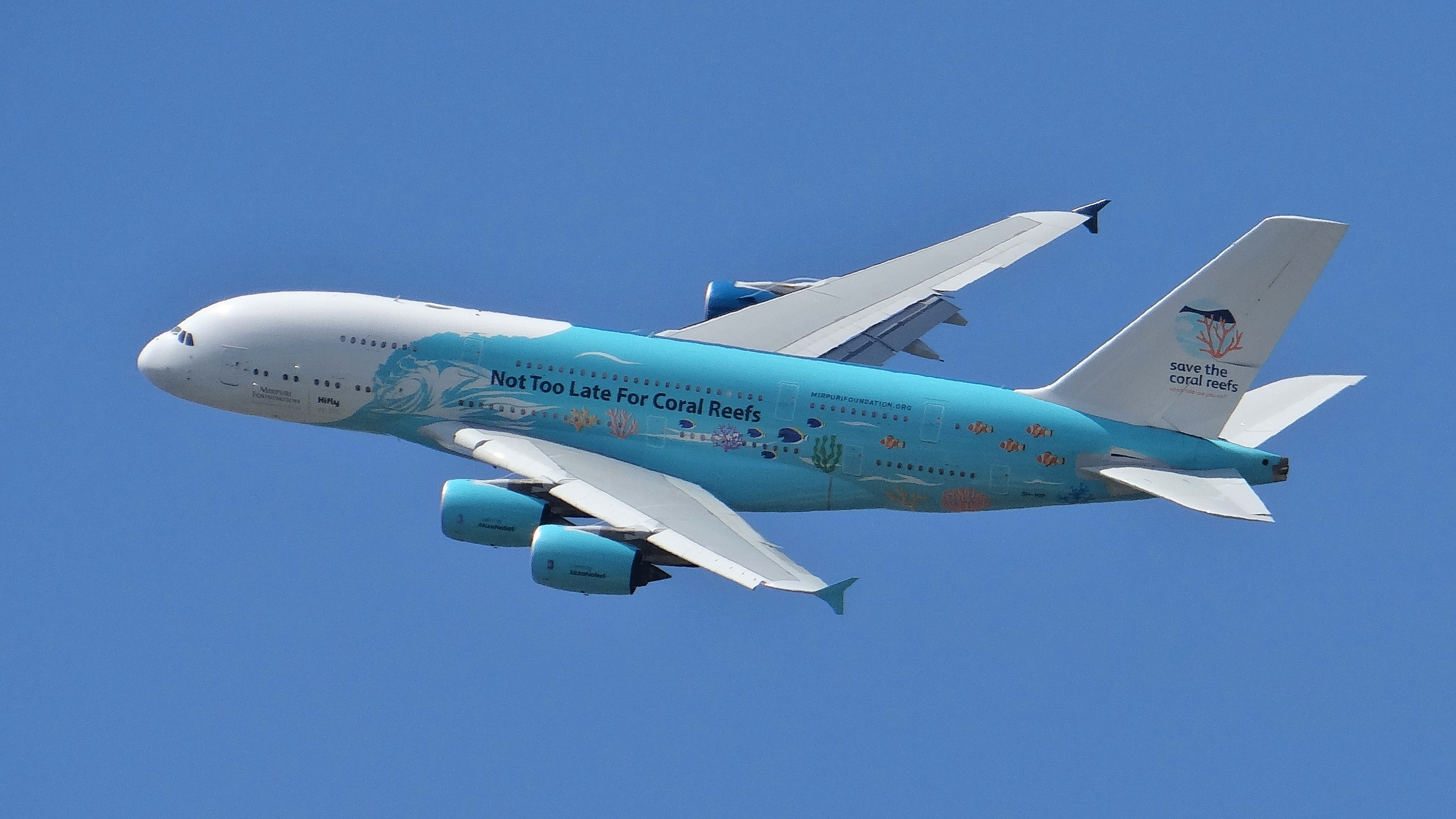
HiFly Malta A380 9H-MIP, Salón Aeronáutico de París 2019
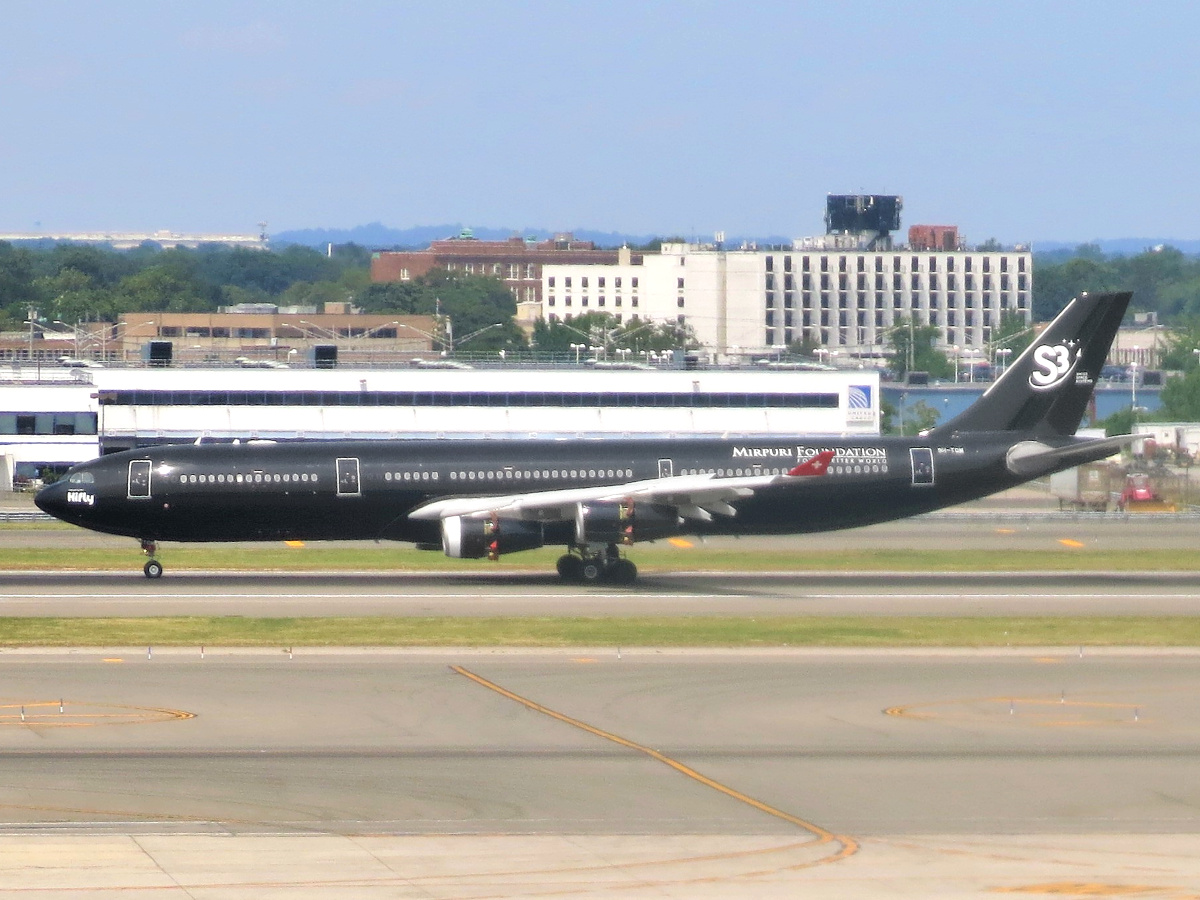
HiFly Malta A340-313 9H-TQM
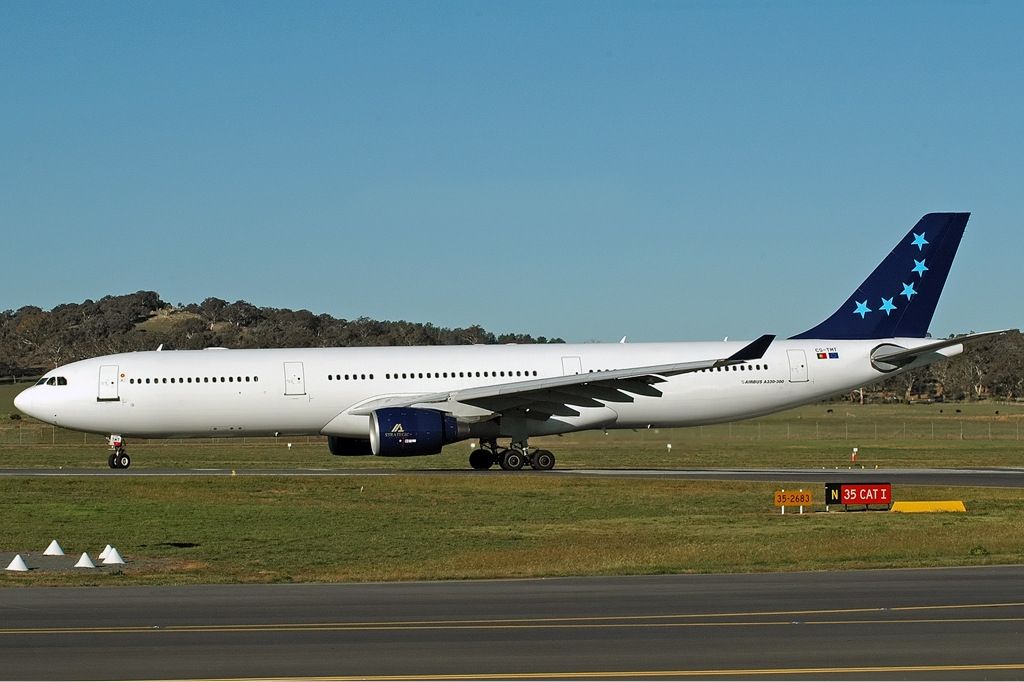
HiFly Malta A330-321
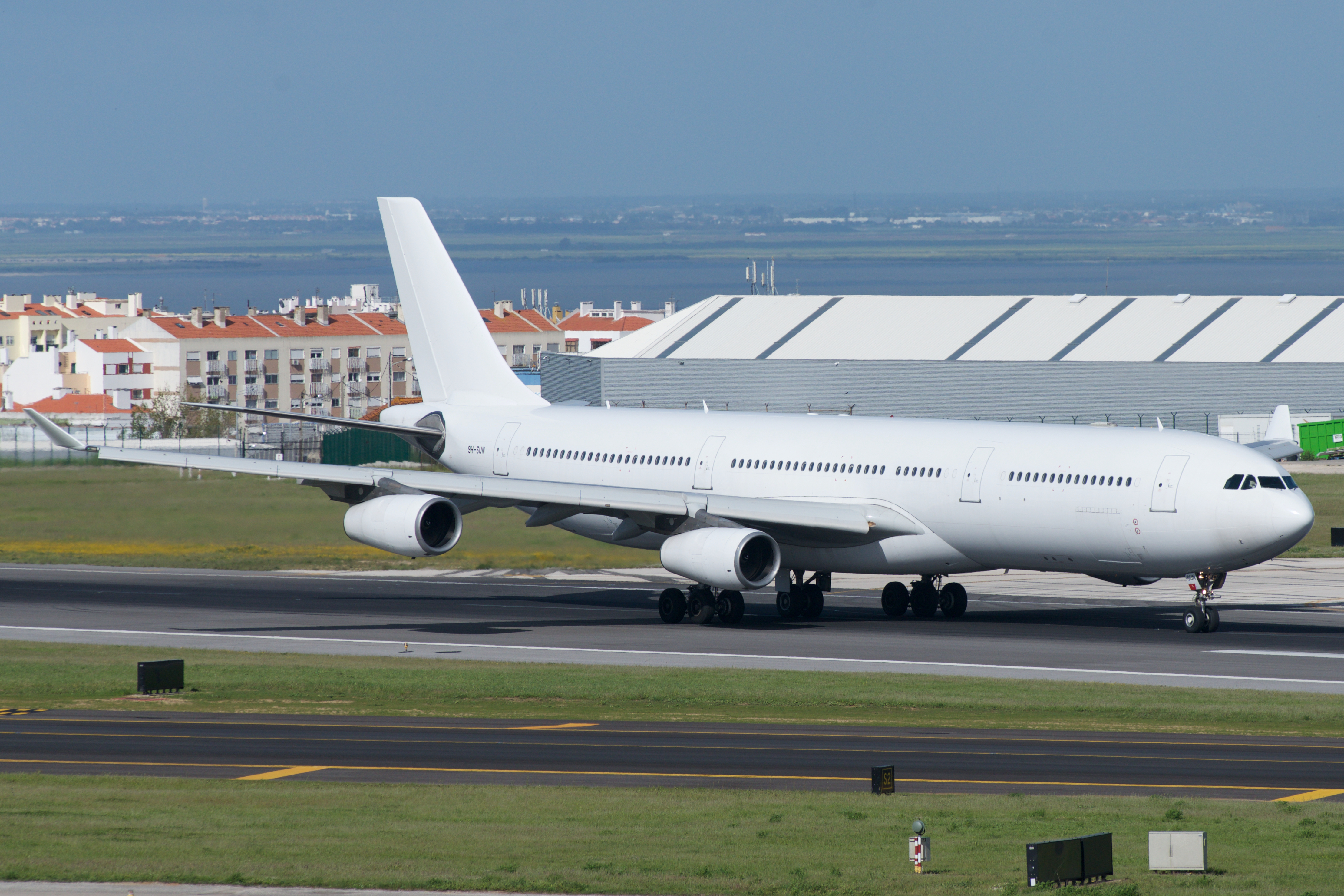
HiFly A340-300 9H-SUN

## Flota

### Flota Actual
A partir de julio de 2023, la flota de Hi Fly Malta se compone de los siguientes aviones, con una edad media de 19,6 años:
| Aeronaves       | En servicio | Pedidos | Pasajeros                                          | Pasajeros                                          | Pasajeros                                          | Pasajeros                                          | Pasajeros                                          | Matrículas                                         | Antigüedad                                         |
| Aeronaves       | En servicio | Pedidos | F                                                  | C                                                  | W                                                  | Y                                                  | Total                                              | Matrículas                                         | Antigüedad                                         |
| --------------- | ----------- | ------- | -------------------------------------------------- | -------------------------------------------------- | -------------------------------------------------- | -------------------------------------------------- | -------------------------------------------------- | -------------------------------------------------- | -------------------------------------------------- |
| Airbus A319-112 | 1           | —       | —                                                  | —                                                  | —                                                  | 150                                                | 150                                                | 9H-XFW                                             | 15,4 años                                          |
| Airbus A330-200 | 4           | —       | —                                                  | 31                                                 | —                                                  | 267                                                | 298                                                | 9H-TQP                                             | 26 años                                            |
| Airbus A330-200 | 4           | —       | —                                                  | 18                                                 | —                                                  | 251                                                | 269                                                | 9H-HFK                                             | 16 años                                            |
| Airbus A330-200 | 4           | —       | —                                                  | 18                                                 | —                                                  | 251                                                | 269                                                | 9H-HFJ                                             | 15,7 años                                          |
| Airbus A330-200 | 4           | —       | —                                                  | 24                                                 | —                                                  | 275                                                | 299                                                | 9H-HFH                                             | 15,7 años                                          |
| Airbus A330-300 | 2           | —       | —                                                  | 36                                                 | —                                                  | 277                                                | 313                                                | 9H-HFI                                             | 17,2 años                                          |
| Airbus A330-300 | 2           | —       | —                                                  | 46                                                 | —                                                  | 203                                                | 249                                                | 9H-HFA                                             | 7 años                                             |
| Airbus A340-300 | 4           | —       | 12                                                 | 42                                                 | —                                                  | 213                                                | 267                                                | 9H-TQY                                             | 26,5 años                                          |
| Airbus A340-300 | 4           | —       | 12                                                 | 42                                                 | —                                                  | 213                                                | 267                                                | 9H-TQZ                                             | 26,4 años                                          |
| Airbus A340-300 | 4           | —       | —                                                  | 24                                                 | —                                                  | 267                                                | 291                                                | 9H-SUN                                             | 23,4 años                                          |
| Airbus A340-300 | 4           | —       | —                                                  | 36                                                 | —                                                  | 218                                                | 254                                                | 9H-SOL                                             | 21,4 años                                          |
| Airbus A380-841 | 2           | —       | 12                                                 | 60                                                 | —                                                  | 399                                                | 471                                                | 9H-MIP                                             | 17,4 años                                          |
| Airbus A380-841 | 2           | —       | 8                                                  | 70                                                 | —                                                  | 428                                                | 506                                                | 9H-GLOBL                                           | 11,5 años                                          |
| Total           | 13          | —       | Edad media de la flota (abril de 2024): 18,4 años. | Edad media de la flota (abril de 2024): 18,4 años. | Edad media de la flota (abril de 2024): 18,4 años. | Edad media de la flota (abril de 2024): 18,4 años. | Edad media de la flota (abril de 2024): 18,4 años. | Edad media de la flota (abril de 2024): 18,4 años. | Edad media de la flota (abril de 2024): 18,4 años. |

### Flota histórica
| Aeronaves       | Total | Introducido | Retirado | Matrículas                      |
| --------------- | ----- | ----------- | -------- | ------------------------------- |
| Airbus A321-200 | 1     | 2021        | 2021     | 9H-LIS                          |
| Airbus A330-900 | 1     | 2019        | 2022     | 9H-SZN                          |
| Airbus A340-600 | 4     | 2013        | 2015     | 9H-SEA, 9H-TEP, 9H-TEQ y 9H-TER |